# Verkehrsmuseum Dresden
Il Verkehrsmuseum Dresden è un museo con sede a Dresda in Germania, che ospita una collezione dedicata ai principali mezzi di trasporto: su rotaia, su strada, marittimo e aeronautico.
Il museo è ospitato all'interno dello Johanneum affacciato sul Neumarkt. Lo Johanneum fu costruito tra il 1586 e il 1590 ed è uno dei più antichi edifici museali di Dresda.

## Storia

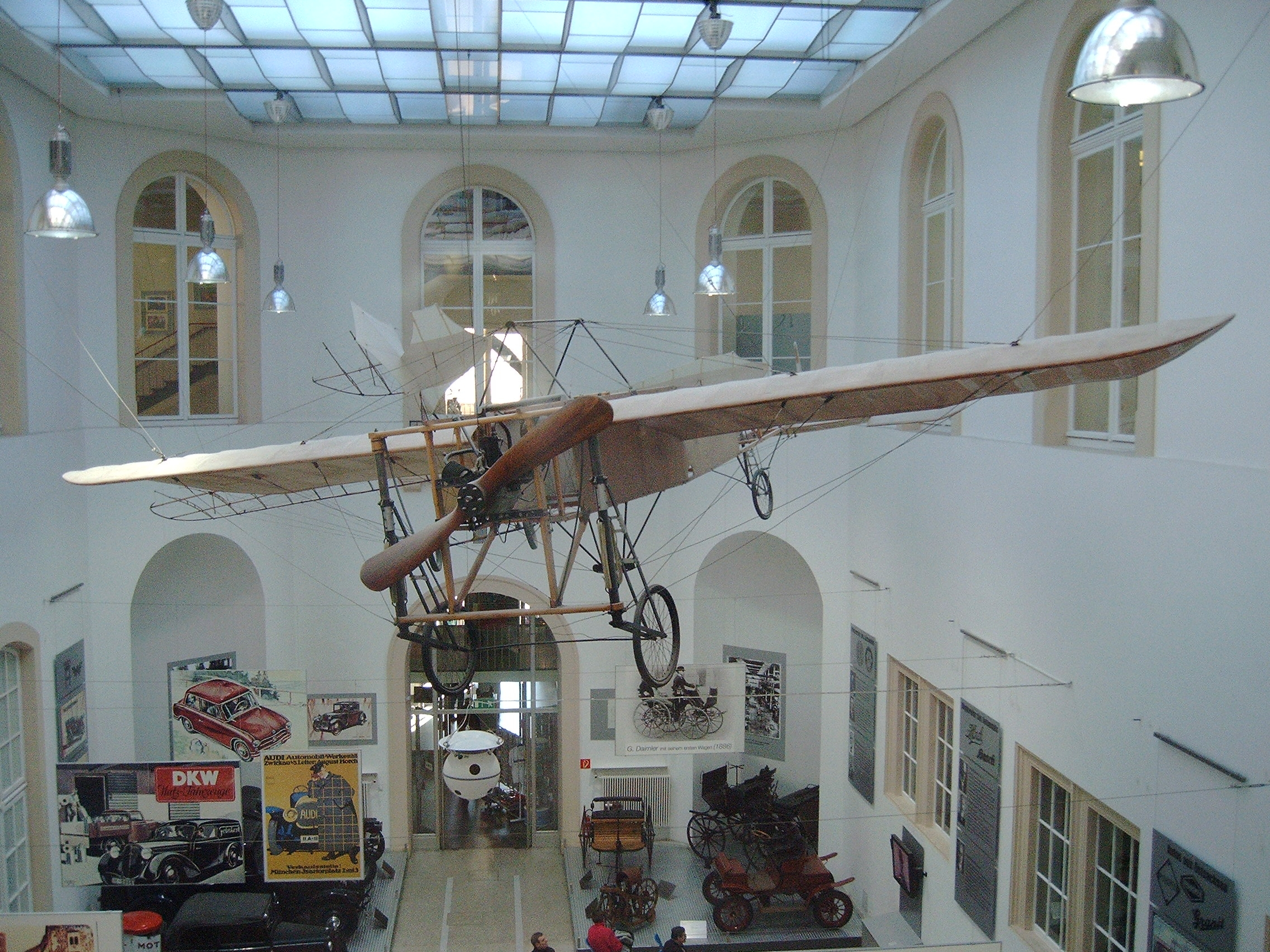
Sezione dedicata all'aviazione

La storia del museo inizia il 1º maggio 1952, quando presero avvio i negoziati tra la Hochschule für Verkehrswesen (Scuola superiore per i trasporti) e il Ministero dei trasporti per la creazione di un museo dei trasporti nella Repubblica Democratica Tedesca. Il nuovo museo era destinato anche ad accogliere gli oggetti del Sächsisches Eisenbahnmuseum (Museo ferroviario sassone) che erano stati evacuati durante la seconda guerra mondiale.
Dopo la scelta di Dresda come sede, i primi veicoli furono sistemati in una rimessa locomotive presso la stazione di Dresda‑Neustadt; già nel 1953 erano in mostra due piccole esposizioni. L’apertura al pubblico nei locali allora ancora danneggiati dello Johanneum ebbe luogo il 3 giugno 1956, con la mostra «120 anni di storia dei trasporti sassoni» allestita al piano terra.
Il 24 novembre 1958 il museo passò in proprietà al Ministero dei trasporti; il restauro degli interni fu completato nel 1966, quello della facciata nel 1968.
A causa del limitato spazio espositivo nello Johanneum, non tutte le opere e i veicoli sono esposti nel palazzo. Numerose locomotive e rotabili sono di stanza nell'ex deposito di locomotive della Deutsche Reichsbahn (Bw) a Dresda‑Altstadt e sono curati dall'Eisenbahnmuseum Bw Dresden‑Altstadt.

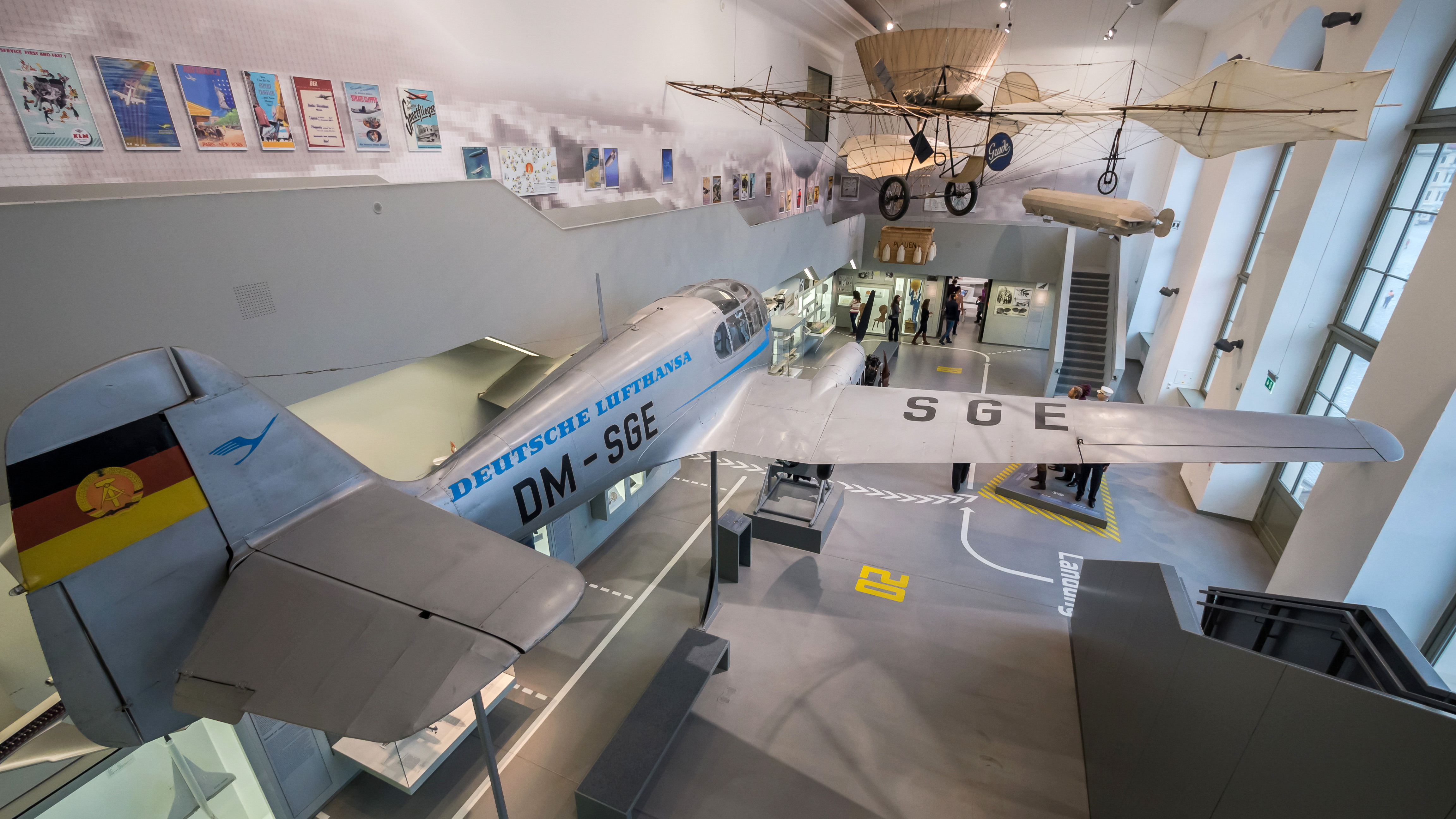
Interno del museo